# Погребение знатной сарматки из Чугунно-Крепинки

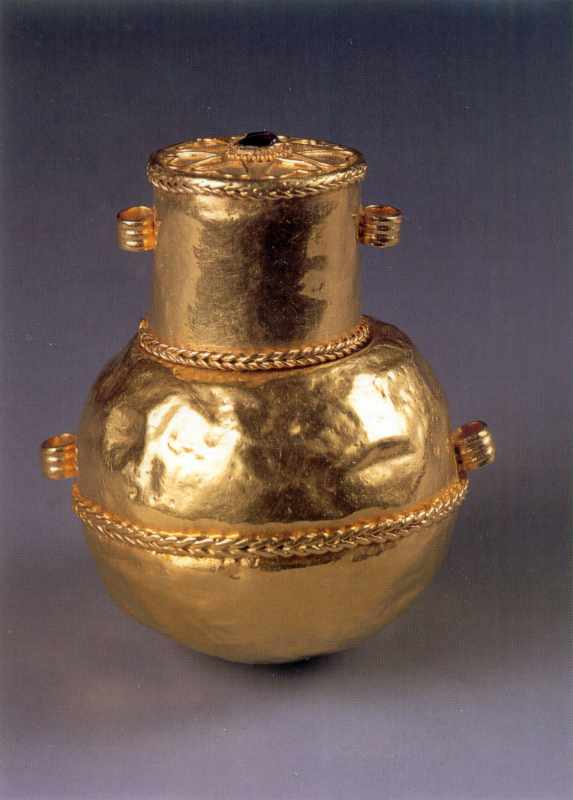
Золотой флакон

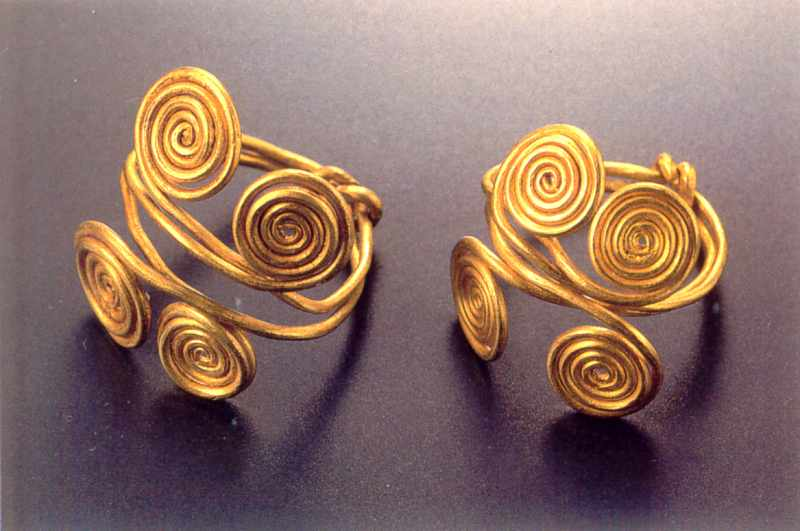
Щитковые перстни

Погребение знатной сарматки из Чугунно-Крепинки – редкое богатое захоронение представительницы высшей сарматской знати, датированное 1-2 веками нашей эры. Находки выставлены в экспозициях Музея исторических драгоценностей Украины (г. Киев).

## История обнаружения
Погребение обнаружено и исследовано в 1984 году руководителем археологической экспедиции Донецкого государственного университета   Санжаровым С.Н.  при раскопках курганов в зоне мелиоративного строительства в верховьях реки Миус  у села Чугунно-Крепинка Шахтерского района в приграничной зоне между Донецкой и Луганской областями.

## Описание курганных погребений
В процессе исследования кургана № 2 высотой 1,2 метра было зафиксировано два основных сарматских захоронения – центральное и размещенное восточнее боковое. Центральное погребение № 2 совершено в подквадратной могиле размером 3,3 х 3 м, ориентированной по линии юго-запад - северо-восток, с обширным подбоем под северо-западной стенкой, прямоугольным тайником в центре глубиной 0,9 м и подверглось полному разграблению в древности. Материковый выкид из него, покрытый слоем обгорелых бревен, занимал большую площадь поверхности погребенной почвы вокруг могилы и перекрывал сверху (маскировал) место производства бокового погребения № 1. В момент захоронений умерших и сооружения кургана, по предположению  археологов, участники погребальной процессии не знали конкретного места расположения бокового погребения, что и спасло его от разграбления.
Боковое захоронение находилось в прямоугольной яме, ориентированной по линии север – юг, с подбоем под западной стенкой. Оно содержало костяк молодой женщины в вытянутом положении на спине головой на север. В ногах найдены кости младенца. Знатная сарматка была одета в дорогую одежду фиолетового и бежевого цветов. Рукава одежды обшиты множеством золотых бляшек, обувь украшена золотой парчой. В состав инвентаря входили - золотые гривна с инталией, перстни, флакон, серьги, нашивные бляшки (более 600 шт.) и трубочки, деревянный сосуд с золотыми обкладками венчика, оселок, бронзовые сосуды (два кувшина, таз, ковш, цедилка, два котла), серебряные стаканы,  бронзовая и железная фибулы, бронзовые позолоченные маски и весы, железные ножи, боевой топор-шестопер и ножницы, деревянная туалетная шкатулка с железными оковками, биллоновое китайское зеркало с иероглифами, гончарный сосуд, многочисленные амулеты из бронзы, раковин, камня и горного хрусталя.

## Основные находки

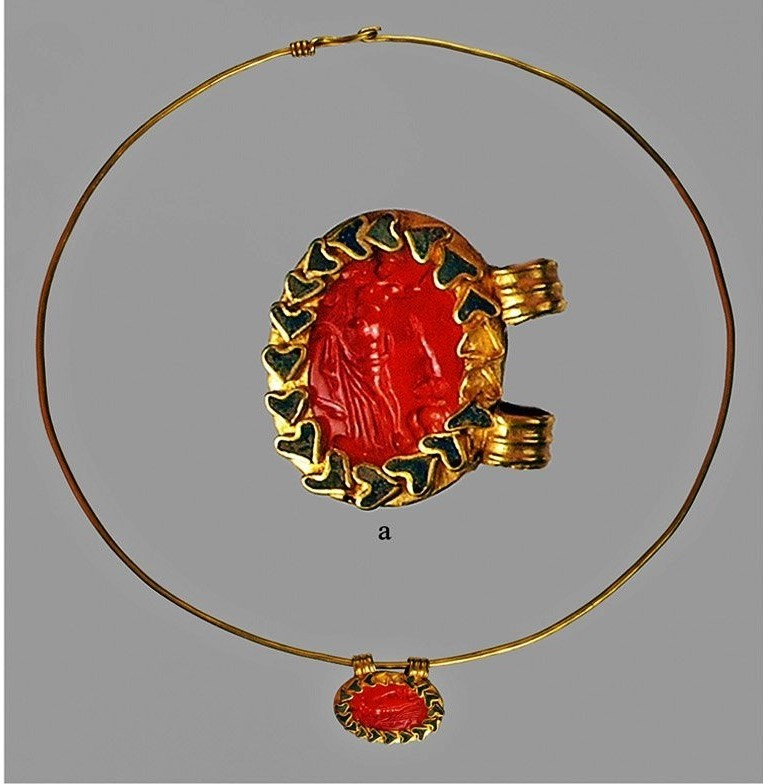
Золотая гривна и медальон (а)

- Золотая гривна (958 проба) из тонкого прута с замком в виде петли и крючка. На гривну одет овальный медальон с двумя рифлеными петельками. Он состоит из темно-красной сердоликовой инталии, заключенной в золотую оправу, внешняя сторона которой декорирована сердцевидными вставками зеленой эмали в напаянных кастах. На гемме изображена мужская фигура (Дионис?) вправо, с поднятой левой рукой, из которой падает вниз какой-то предмет. В опущенной правой руке, кисть которой задрапирована одеждой, — тирс. На голове — венок с развевающимися за спиной лентами. Лицо округлое, одутловатое. Тело ниже поясницы задрапировано в складчатый хитон. Персонаж смотрит вниз, где у его ног справа полулежит обнаженный мужчина с поднятой в жесте мольбы правой рукой. Справа над ним — голова козла. Стоящий персонаж ногами попирает лежащего, а складки хитона спускаются на подвернутые ноги последнего. Слева от стоящего персонажа, под его правой рукой, — улитка (?). Кончики пальцев и носов персонажей, звенья венка, рога и глаза козла, кончики рожек улитки и концы складок одеяния оформлены круглыми лунками.
Техника резьбы высокая. Диаметр гривны 17 см, сечение 0,3 см, размер медальона 2,6 × 1,8 см.
- Золотой флакон Архивная копия от 9 января 2018 на Wayback Machine (958 проба) состоит из трёх деталей — цельного, яйцевидной формы тулова, узкого, сравнительно высокого горла, согнутого из золотого листа, и сделанной таким же образом крышки цилиндрической формы. Сверху крышки напаяны филигранные сердцевидные фигурки и сделана вставка из граната. На крышке, по верхнему и нижнему краю тулова — филигранные ободки. Крышка с туловом соединялась шнуром, продетым сквозь парные пластинчатые петли, служившим для ношения флакона на поясе. Высота 5,3 см, диаметр 4 см.
- Пара щитковых перстней из золотой проволоки (958 проба), диаметром 0,11 см. Щитки обоих образованы из четырех плоских концентрических кругов, а по центру шинки завязан узел Геракла. Размеры 2,1 х 2,1 х 2,2 х 2,2 см.
- Четыре серебряных стакана. Венчик заострен и резко отогнут. Корпус цилиндрический, дно плоское, с вдавленным центром. На стенке каждого стакана гравированная тамга в виде Т-образной фигуры с загнутыми концами перекладины и стержня. Тамга нанесена параллельными контурными линиями, пространство между которыми заштриховано. Диаметр венчика 10, дна 8, высота 6 см.

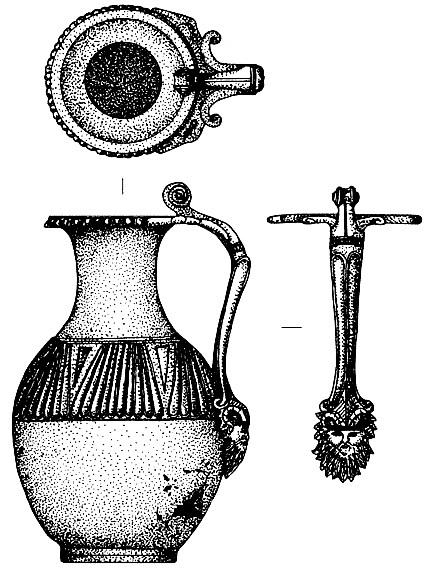
Рисунок бронзового кувшина

- Бронзовый кувшин. Венчик манжетовидный, украшенный гравированным киматием. Горло вогнуто цилиндрическое, плавно переходящее в овальный корпус. По плечикам орнаментальный фриз, образованный двумя парами врезных линий, между которыми размещены гравированные наклонные удлиненные «лепестки», сгруппированные по шесть и разделенные свисающими удлиненными треугольниками. Дно сплошное, украшенное концентрическими кругами. Верхний атташ ручки дуговидный, оканчивающийся стилизованными лебедиными головками. В центре его вертикальный спиральный завиток. Начало ручки окаймлено двумя волютами, завершающими декор атташа. Ручка по вертикальной оси профилирована ребром, поперечной полосой киматия, а ниже их — двумя гравированными секторами, переходящими в нижний атташ в виде головы Пана с бараньими рогами. Поверхность позолочена. Диаметр венчика 8,5, дна 7,4, высота 21,3 см.
- Бронзовый ковш Эггерс. Венчик заостренный, дуговидный в сечении, отогнут под острым углом. Изнутри подчеркнут врезной линией. Корпус реповидный, резко сужающийся ко дну. Поддон кольцевой, профилированный концентрическими рельефными и врезными кругами. Отделен от корпуса двумя невысокими уплощенными валиками, образованными фрезерованными линиями. Два таких же валика нанесены на плечики, между ними врезной орнамент из арковидных фигур, чередующихся со сгруппированными в треугольники кругами. Ручка оканчивается круглым завершением с отверстием посередине. По краям отверстия и завершения ручки — пояски киматия, на завершении — полустертое латинское клеймо PICVSF. Переход ручки в завершение украшен врезными кругами, сгруппированными треугольником. Диаметр венчика 21, дна 13, длина ручки 15,5, высота 10,5 см.
- Бронзовые весы. Коромысло прямое, круглое в сечении, слегка утолщено в центре, оканчивается двумя петлями с подвижно закрепленными в них колечками для подвешивания чашек. В центре коромысла петля с подвижно закрепленным колечком. Чашки круглые, слегка вогнутые, с четырьмя отверстиями для подвешивания. Длина коромысла 20, диаметр чашек 4,8 см.
- Три литые бронзовые маски, украшавшие кожаный пояс:

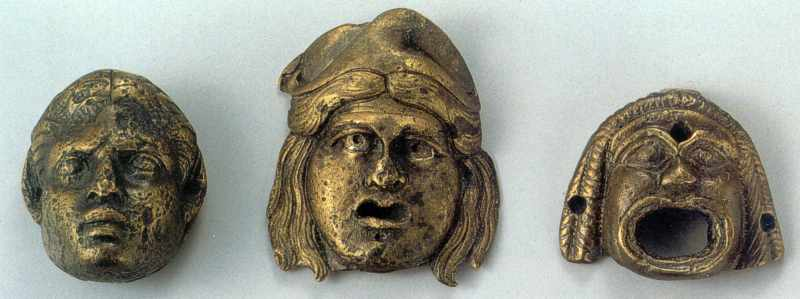
Литые бронзовые маски

а) мужской персонаж с длинными прямыми волосами, уложенными на лбу двумя локонами и свисающими на щеки прядями. На лбу две горизонтальные морщины. Зрачки углублены, а белки инкрустированы серебром, что придает взгляду живость и разумность. На голове — фригийский колпак, что выдает в персонаже Аттиса. Внешняя поверхность маски позолочена. Размеры 5 × 4,5 см.
б) маска трагического актера. Прическа в виде валика надо лбом и двух кос, свисающих на щеки, косыми насечками переданы заплетенные волосы. Рельефные брови изогнуты острыми углами, глаза большие, с толстыми веками и углубленными зрачками. Нос толстый, короткий. Рот в виде сквозного округлого отверстия, широко открыт, с толстыми губами. На лбу, в точке схождения бровей, и по краям на локонах — три круглых сквозных отверстия. Размеры 3,7 × 4 см.
в) маска в виде головы мужчины. Прическа на прямой пробор, уложена локонами, переданными волнистыми гравированными линиями, волосы спускаются на заостренные уши. Лоб высокий, брови слегка нахмурены, придавая лицу серьезное, даже несколько сердитое выражение. Веки и зрачки рельефно выделены. Нос прямой, с раздутыми ноздрями, рот небольшой, губы пухлые. Щеки одутловатые, подбородок выделен. Голова сделана в технике круглой скульптуры, полая, в ушах — сквозные круглые отверстия. Судя по острым ушам, это персонаж из свиты Пана. Размеры 4,2 × 3,5 см.